# ワンド (住宅設備メーカー)
ワンド株式会社は、神奈川県海老名市に本社を置くキッチンなどを製造する住宅設備機器メーカーである。2023年5月1日、マイセット株式会社から社名変更。
東京都品川区に本社を置くマーケティングリサーチ業の株式会社ワンドとは一切関係ない。

## 概要
1963年の創業より、組合せ型のキッチンをメインに製造している企業である。
現在はキッチン以外にも、玄関収納や壁面収納も手掛ける。
関東を中心に東北、甲信越、東海、北陸に絞って営業しており北海道、近畿以西の西日本では営業していない。
イメージキャラクターとして2000年から天才バカボンのキャラクターを起用していた。

## 沿革
- 1963年5月 神奈川県平塚市に『平塚厨房株式会社』を設立
- 1966年5月 神奈川県綾瀬市に新工場を設立し本社を平塚市より移転
- 1970年4月 社名を『サンエイキャビネット株式会社』に変更
- 1977年4月 社名を『マイセット株式会社』に変更
- 1981年8月 新工場、新社屋完成
- 2009年4月 キッチンバス工業会 入会
- 2011年11月 栃木県鹿沼市に北関東配送センターを開設
- 2014年10月 神奈川・栃木の配送センターを集約し埼玉県久喜市に久喜配送センターを開設
- 2018年 7月 横浜ビー・コルセアーズのスポンサー開始
- 2019年
  - 4月 仙台配送センターを開設
  - 10月 SOUシリーズ販売開始、SUPPOSE DESIGN OFFICE株式会社との共同開発を開始
- 2022年
  - 4月 名古屋市に中部営業所を開設
  - 10月 SOUシリーズが2022年度グッドデザイン賞を受賞[3]
- 2023年5月 社名を『ワンド株式会社』に変更
- 2024年5月 本社を神奈川県海老名市に移転

## イメージキャラクター
- 1977年（昭和52年）二瓶正也
- 1991年（平成3年）レオナルド熊
- 1995年（平成7年）レオナルド小熊[4]
- 2000年（平成12年）天才バカボン